# Estadi Ciutat de Manchester
L'Estadi Ciutat de Manchester (City of Manchester Stadium en anglès), també conegut com a Etihad Stadium per raons publicitàries, és un estadi situat a la ciutat de Manchester, a Anglaterra. Originalment fou dissenyat per la candidatura fallida de Manchester pels Jocs Olímpics d'estiu de 2000. Finalment, l'estadi fou construït pels Jocs de la Mancomunitat de 2002 amb un cost econòmic de 110 milions de lliures esterlines. A la finalització dels jocs, l'estadi fou convertit en un camp de futbol convertint-se en la seu habitual pels partits del Manchester City Football Club, que juga a la FA Premier League. El Manchester City deixà el seu antic camp de Maine Road el 2003, firmant un contracte d'arrendament pel que podria jugar els seus partits com a local en aquell estadi durant els pròxims 250 anys.
L'estadi té forma ovalada, amb dues grades escalonades rodejant tot el terreny de joc i una tercera grada en els dos laterals d'aquest. A data de 23 de juny de 2007, era el cinquè major estadi de la FA Premier League i el dècim de tot el Regne Unit, amb una capacitat per 47.726 espectadors.
El 14 de maig de 2008 va acollir la final de la Copa de la UEFA de 2008 entre el Zenit de Sant Petersburg i el Glasgow Rangers, guanyant l'equip rus per 2 gols a 0.

## Història
L'estadi on el Manchester City juga els seus partits com a local és l'Etihad Stadium, anomenat així per raons de patrocini, situat a l'est de la ciutat, inaugurat durant els Jocs de la Mancomunitat de 2002, i en el qual el club juga des de la temporada 2003-04. Compta amb capacitat per 55.097 persones. Abans de traslladar-se al nou estadi es van escometre reformes per adaptar el terreny a un camp de futbol. El partit inaugural del nou estadi va ser davant el FC Barcelona amb victòria pel City per 2-1. Durant l'estiu de 2011, el club va aconseguir un acord amb l'aerolínia Etihad Airways perquè l'estadi portés el seu nom.
Al llarg de la seva història, el Manchester City ha jugat en altres terrenys. Després de jugar en cinc camps diferents entre 1880 i 1887, l'equip va marxar a Hyde Road, estadi en el qual va jugar durant 36 anys fins que el 1920 un incendi va destruir la graderia principal. El 1923, l'equip va marxar a un estadi amb capacitat per 84.000 persones, Maine Road, que va ser qualificat pels seus dissenyadors com el Wembley del Nord. El camp va sofrir diferents remodelacions per adaptar la capacitat a la normativa europea, quedant finalment en 32.000 espectadors. En ell va jugar fins a l'any 2003.

### Construcció
Els primers plans per a la construcció d'un estadi a l'est de Manchester van sorgir com a part de l'intent de la ciutat d'albergar els Jocs Olímpics d'Estiu de 2000. L'ajuntament de Manchester va encarregar el disseny d'un estadi amb una capacitat de 80.000 espectadors en uns terrenys sense construcció coneguts col·loquialment com a Eastlands. No obstant això, a l'octubre de 1993 els jocs van ser adjudicats a la ciutat australiana de Sydney. Posteriorment, la ciutat de Manchester va presentar amb èxit la seva candidatura a albergar els Jocs de la Mancomunitat de 2002, en la qual es van usar els dissenys efectuats per a la candidatura olímpica.
El 1996 l'estadi va competir amb l'Estadi de Wembley per convertir-se en l'estadi nacional, però els fons es van usar per la construcció del nou estadi de Wembley situat on estava l'antic. Al desembre de 1999, el llavors primer ministre, Tony Blair, va posar la primera pedra per a la construcció de l'estadi. L'estadi va ser dissenyat per l'empresa d'enginyeria i construccions Arup i construïda per la constructora Laing Ltd., amb un cost aproximat de 110 milions de lliures, 77 dels quals van ser pagats per Sport England i la resta per l'Ajuntament de Manchester.

### Jocs de la Mancomunitat de 2002

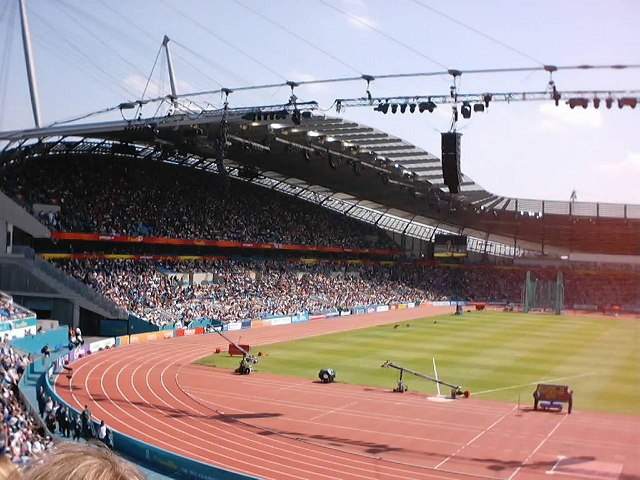
L'Estadi Ciutat de Manchester durant la celebració dels Jocs de la Mancomunitat el 2002.

Per albergar les competicions dels Jocs de la Mancomunitat, l'estadi disposava d'una graderia baixa al voltant de tres dels costats de la pista d'atletisme, i una segona graderia superior en els dos laterals, amb una graderia provisional descoberta en un dels fons. El primer esdeveniment públic que va albergar l'estadi va ser la cerimònia inaugural dels Jocs de la Mancomunitat de 2002 el 25 de juliol de 2002. Entre els dignataris presents en la cerimònia es trobava la reina Isabel II del Regne Unit. Durant els deu dies de competició, l'estadi va albergar totes les proves d'atletisme i els partits de rugbi a 7. A l'estadi es van aconseguir quatre rècords de la Mancomunitat, incloent el de triple salt femení i el de 5000 metres llisos femenins.

### Llar del Manchester City

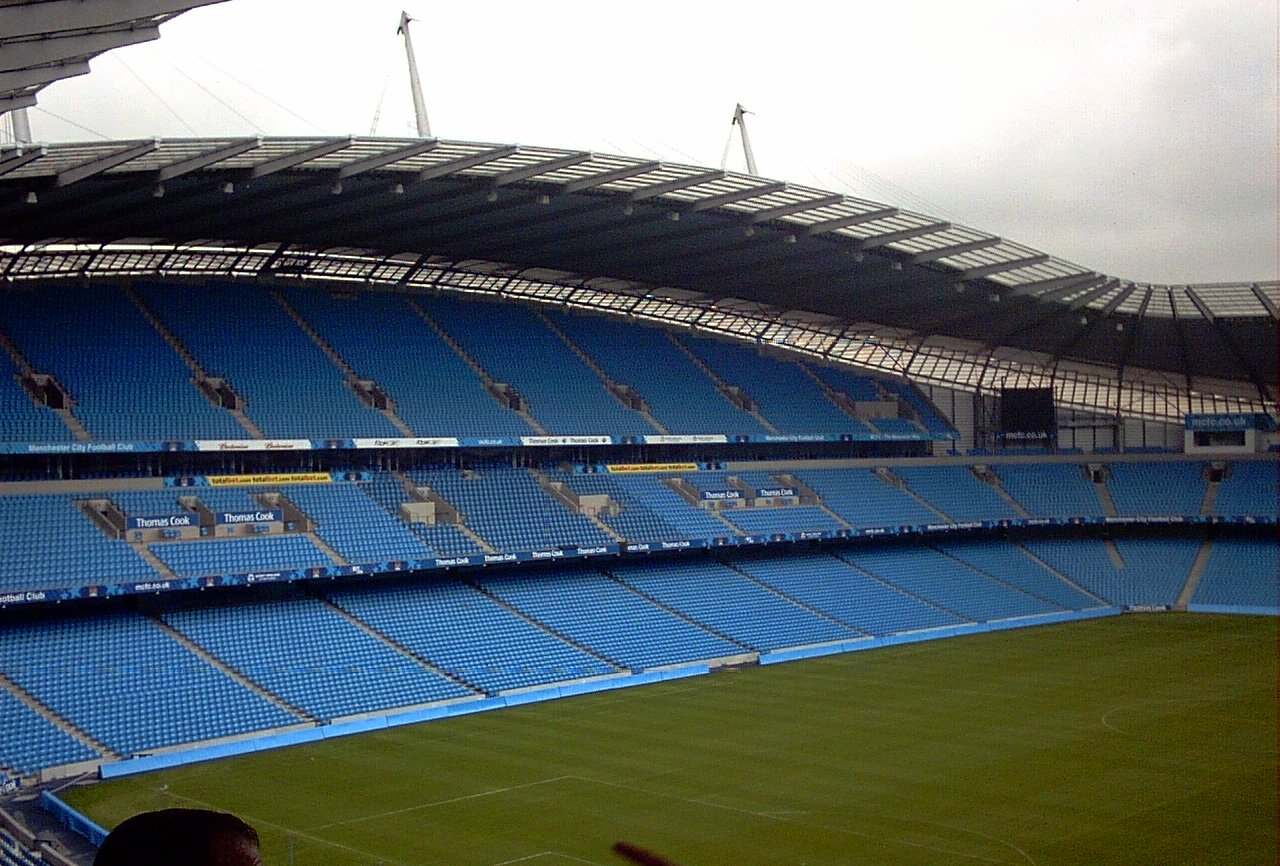
L'East Stand de l'Estadi Ciutat de Manchester.

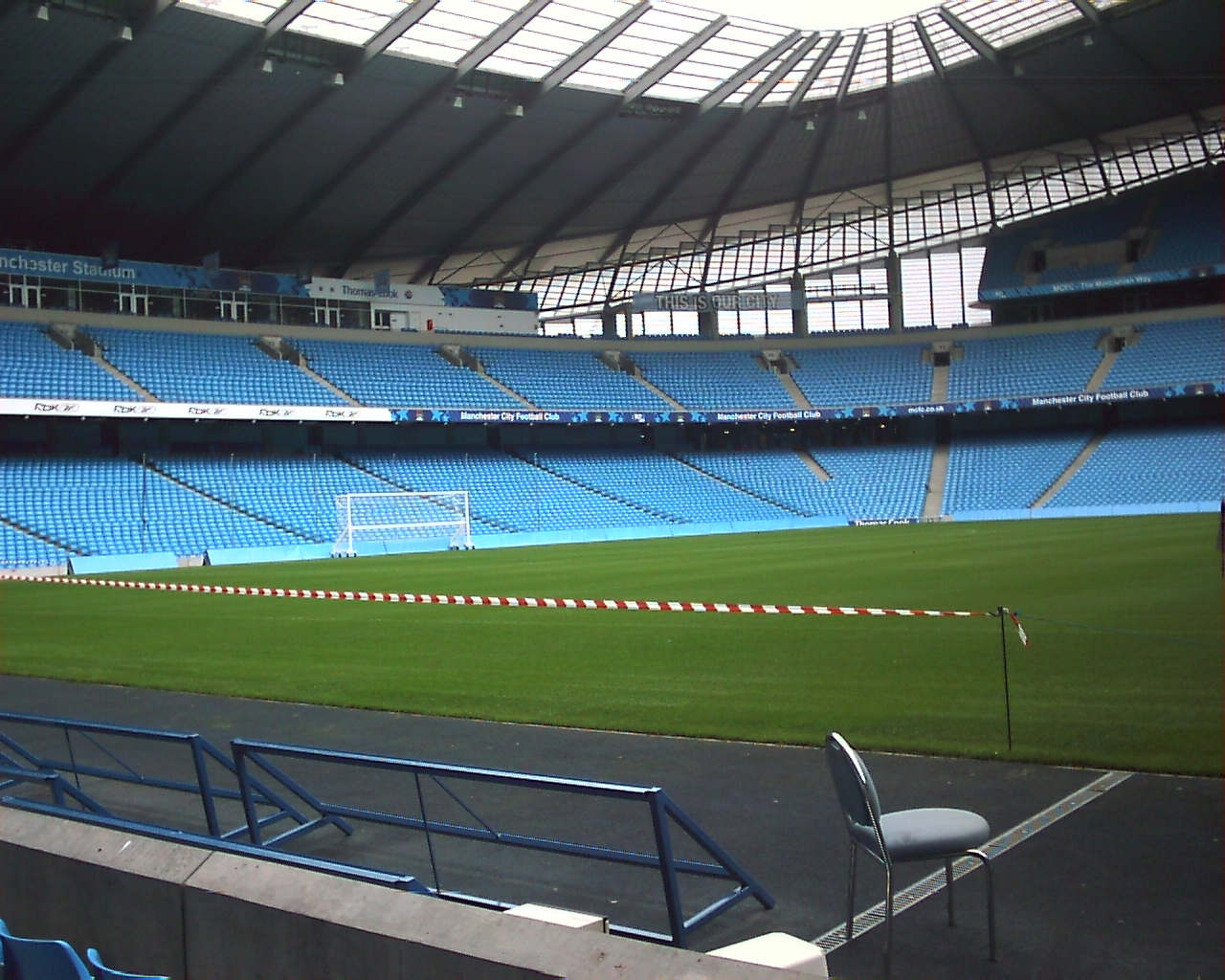
El North Stand.

En finalitzar els jocs es van dur a terme les obres per convertir l'estadi en un camp de futbol. La decisió de convertir l'estadi en un camp de futbol va rebre les crítiques d'algunes figures de l'atletisme, com Jonathan Edwards i Sebastian Coe, però la remodelació es feia necessària per fer el projecte viable econòmicament en un futur a llarg termini. Es va eliminar la pista d'atletisme que envoltava el terreny de joc i es va baixar el nivell del sòl per poder afegir una graderia addicional. Es va desmantellar la graderia provisional i es va construir una estructura similar a l'existent en el fons oposat. Aquestes obres van durar un any i van permetre augmentar la capacitat en 12.000 seients. El Manchester City FC es va traslladar al nou camp en la temporada 2003-04. La remodelació va costar 35 milions de lliures, pagades pel mateix club.
El primer partit de futbol que es va disputar a l'estadi va ser un partit amistós entre el Manchester City i el FC Barcelona el 10 d'agost de 2003. El partit va finalitzar amb la victòria local per 2-1 i el primer gol marcat a l'estadi va ser obra del jugador francès del Manchester City Nicolas Anelka. El primer partit oficial es va disputar quatre dies després entre el Manchester City i l'equip gal·lès The New Saints FC pertanyent a la Copa de la UEFA i amb victòria per l'equip local per 5-0. El primer partit de la Premier League es va disputar el 23 d'agost de 2003 entre el Manchester City i el Portsmouth Football Club.
La màxima assistència registrada a l'estadi en un esdeveniment esportiu va ser de 47.304 espectadors per veure el partit de la Premier League anglesa entre el Manchester City i el Chelsea de Londres, el 28 de febrer de 2004, partit finalitzat amb el resultat d'1-0.

### Altres esdeveniments esportius
L'estadi ha albergat alguns altres esdeveniments esportius. L'1 de juny de 2004 es va convertir en el cinquantè estadi d'Anglaterra a albergar un partit de la Selecció de futbol d'Anglaterra. El 30 d'octubre del mateix any es va disputar un partit de la Rugbi League entre Anglaterra i Austràlia pertanyent a la Rugbi League Tri-Nations, partit que va guanyar el combinat australià per 12-8. El juny de 2005 l'estadi va albergar el debut d'Anglaterra en el Campionat Europeu de la UEFA Femení de 2005 enfront de Finlàndia, partit que va finalitzar 3-2 per a la selecció anglesa i en el qual es va establir un rècord d'assistència per a un partit d'aquesta competició amb 29.092 espectadors. L'estadi ha estat classificat per la UEFA com un estadi 4 estrelles i va ser triat per albergar la final de la Copa de la UEFA de 2008.

## Nom
L'estadi és conegut amb diversos noms alternatius no oficials. El nom Eastlands ja era usat abans que l'estadi fos batejat oficialment i segueix usant-se habitualment. El nom de City of Manchester Stadium se sol abreujar com COMS en els mitjans escrits. També se li anomena de vegades The Blue Camp (El Camp Blau), prenent com a model el nom del camp del FC Barcelona, el Camp Nou. La reacció dels afeccionats cap a l'estadi ha estat positiva generalment i en una enquesta de 2005 l'estadi va quedar en segona posició com el camp favorit del Regne Unit, solament per darrere del camp d'Old Trafford, també a la ciutat de Manchester. No obstant això, l'ambient a l'interior de l'estadi ha estat de crítica, amb detractors que troben a faltar l'atmosfera de Maine Road. No obstant això, l'ambient ha anat millorant, ja que els afeccionats s'han acostumat al nou estadi.
El mes de juliol de 2011, el club va confirmar el canvi de nom de l'estadi pel d'Etihad Stadium per raons de patrocini. Es tracta d'un contracte pel qual l'aerolínia Etihad Airways pagaria al Manchester City entre 10 i 12 milions de lliures a l'any, durant deu anys, a canvi de posar el seu nom a l'estadi i a la zona circumdant, coneguda des de llavors com Etihad Campus.

## Estructura i instal·lacions

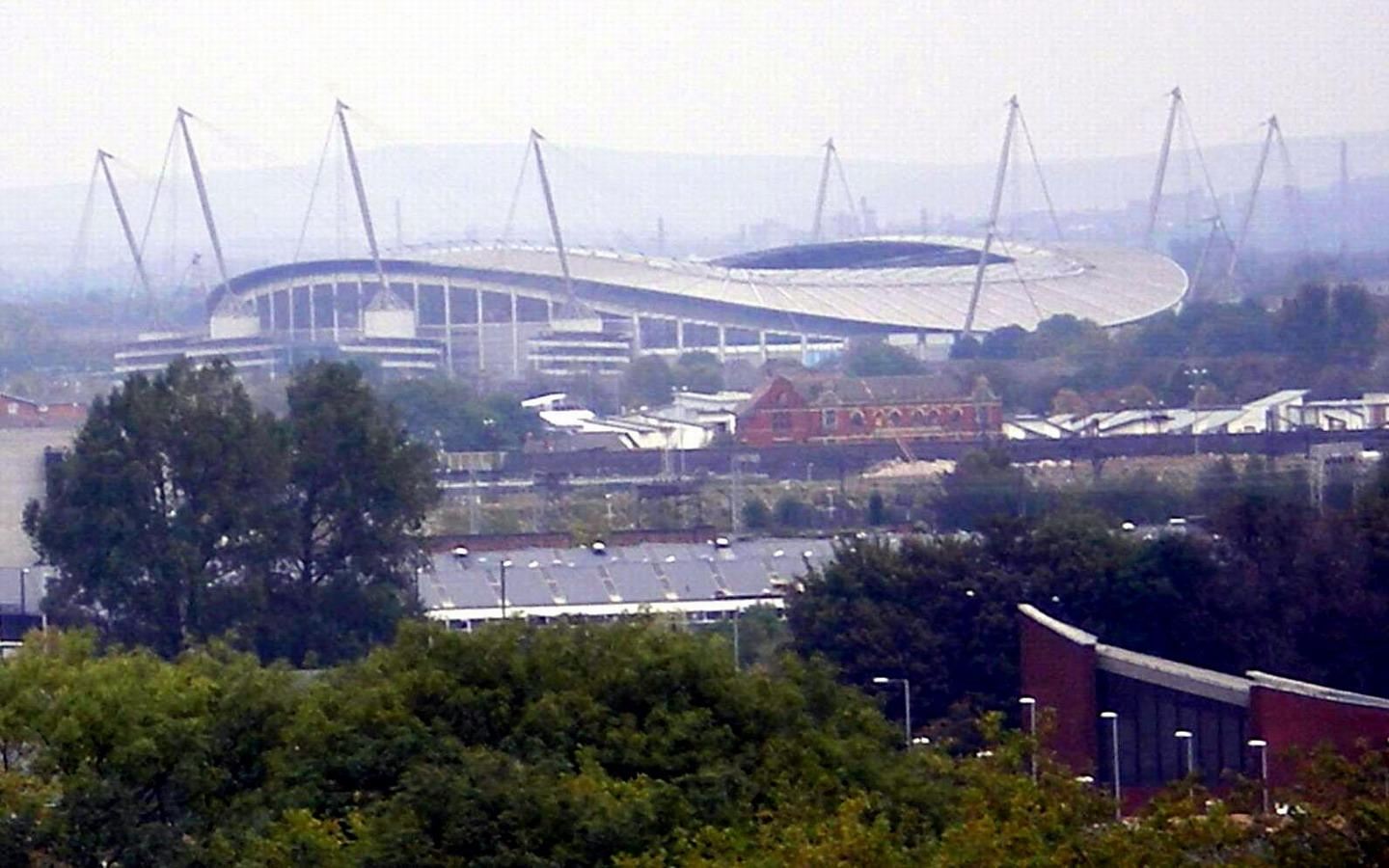
Vista de l'estadi.

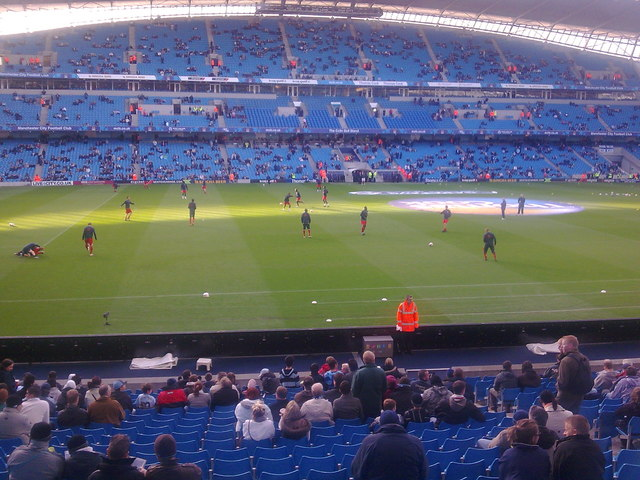
Vista de l'estadi durant un escalfament.

L'Estadi Ciutat de Manchester compta amb un interior ovalat i amb les graderies contínues, sense seccions en les cantonades o en altres parts del mateix que no disposin de graderies. Les graderies laterals compten amb tres altures, mentre que les dels fons solament disposen de dues. Encara que la graderia és contínua, cada costat del camp compta amb el seu propi nom com és usual en molts camps de futbol. Inicialment, tots els costats de l'estadi rebien el nom del lloc: North Stand (Tribuna Nord) i South Stand (Tribuna Sud) per als fons i East Stand (Tribuna Est) i West Stand (Tribuna Oest) per als laterals. Al febrer de 2004 el West Stand va ser rebatejat com Collin Bell Stand en honor d'aquest antic jugador. A partir de 2003, el South Stand ha estat anomenat oficialment Key 103 Stand per motius publicitaris i de patrocini, encara que aquest nom ha estat ignorat per la majoria dels seguidors. Una part del North Stand es diu Family Stand, ja que està reservada per als seguidors que acudeixen al camp amb nens. L'East Stand se li anomena the Kippax de forma extraoficial en record de la mateixa graderia de Main Road. Els seguidors visitants són situats en una part del South Stand. Hi ha 68 llotges a l'estadi, situades a les graderies de West, North i East Stand. Les llotges d'East i West Stand tenen una capacitat per 10 espectadors asseguts, mentre que les de North Stand compten amb vuit seients.
El sostre de l'estadi té una forma toroidal i està sostingut per cables d'acer subjectats a vuit torres que al seu torn serveixen d'accés a les graderies superiors mitjançant unes rampes en espiral. Els buits en les cantonades serveixen de ventilació per al terreny de joc. Els accessos a l'estadi estan controlats mitjançant un sistema de targetes intel·ligents RFID en lloc dels tradicionals torns. Aquest sistema permet el pas de 1.200 persones per minut en totes les entrades. Existeix un túnel per sota de l'estadi que permet l'accés als vehicles d'emergències i permet l'entrada directa a l'estadi de l'autobús de l'equip visitant. L'estadi disposa de sis restaurants temàtics, dos dels quals compten amb vistes al terreny de joc, i instal·lacions per a conferències. L'estadi compta també amb llicència per celebrar enllaços matrimonials.
L'Estadi Ciutat de Manchester compta amb el terreny de joc més ample de tot el futbol anglès i compta amb una gespa natural reforçada amb fibres de gespa artificial fabricades per l'empresa Desso GrassMaster.

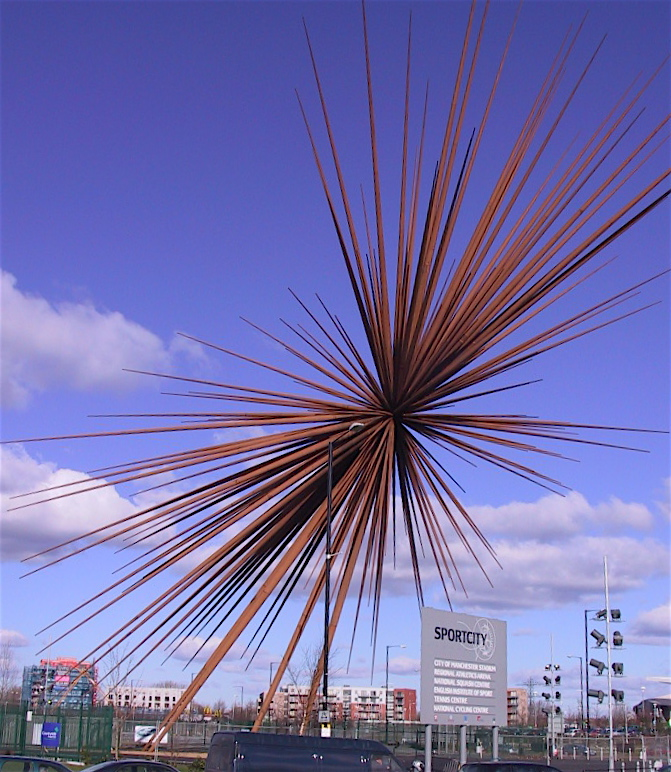
El B of the Bang.

L'estadi és el centre de la zona coneguda com a Sportcity, que inclou també altres instal·lacions esportives. El Regional Athletics Arena es troba adjacent a l'estadi i va servir de pista d'escalfament durant els Jocs de la Mancomunitat. Aquest estadi d'atletisme té una capacitat per 6.178 espectadors i alberga competicions atlètiques a nivell nacional i els partits del segon equip del Manchester City. A poca distància de l'estadi es troben el Velòdrom de Manchester i el National Esquaix Centre. Enfront de l'estadi es troba l'escultura més alta de tot el Regne Unit, B of the Bang, construïda per commemorar l'èxit dels Jocs de la Mancomunitat de 2002. Al setembre de 2006, el Manchester City va rebre permís per a la futura construcció d'un aerogenerador de 85 metres a l'estadi. Aquest aerogenerador va ser dissenyat per Norman Robert Foster i proveirà d'energia a l'estadi i a les llars properes. L'Estadi Ciutat de Manchester és el primer estadi del món l'energia consumida del qual d'un aerogenerador propi.
L'Estadi Ciutat de Manchester ha guanyat uns premis de disseny, incloent el premi Inclusivament Design Award del Royal Institute of British Architects el 2004 i el premi Structural Special Award de la Institution of Structural Engineers el 2003.
El 30 de gener de 2007 es va anunciar que a la zona propera a l'estadi es construirà el primer Super Casino del Regne Unit.

## Transport

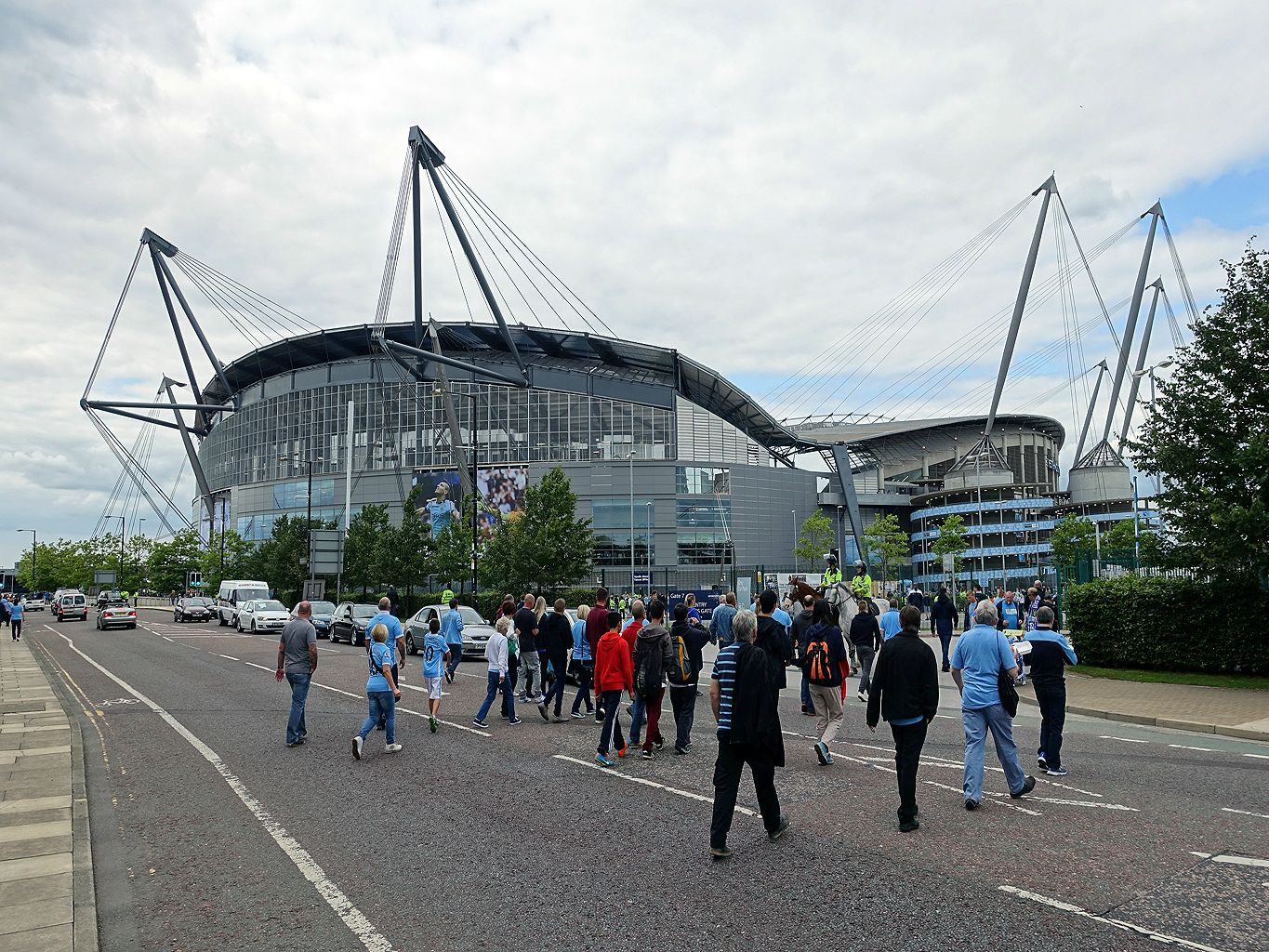
Exterior de l'estadi.

L'Estadi Ciutat de Manchesterés a l'est del centre de la ciutat de Manchester. Compta amb 2.000 places d'aparcament, amb altres 8.000 places a la zona subministrades per comerços i escoles que treballen conjuntament amb el club de futbol. L'estació de ferrocarril més propera és la d'Ashburys, a quinze minuts a peu de l'estadi, encara que els serveis de l'estació són limitats perquè és massa petit. L'estació de Manchester Picadilly, que enllaça amb les principals ciutats del país com Londres, Birmingham i Edimburg, és a vint minuts de distància. Quan se celebren esdeveniments a l'estadi s'habiliten serveis especials d'autobusos.
El 2000 es va anunciar una ampliació del sistema de tren lleuger Manchester Metrolink amb una parada a l'estadi, però una revisió dels pressupostos va suspendre el projecte al juliol de 2004. No obstant això, al juny de 2006 es va reprendre el projecte i s'espera que l'estadi disposi d'una parada entre 2008 i 2010.